# Alais (trobairitz)
Pour les articles homonymes, voir Alais.
Alais est une trobairitz du début du XIIIe siècle, dont l'identité est inconnue. Elle est la sœur d'Iselda (ou Yselda). Pour certains éditeurs (Schultz-Gora, Bec, Rieger), Alais et Iselda ne font qu’une : Alaisina.

## Œuvre
Dans la tenson (poème dialogué) "Na Carenza al bel cors avinen", NaCarenza et N' Alaisina échange des coblas (stances de la poésie troubadouresque). On trouve ce poème dans le Chansonnier de Milan (Milan, Biblioteca Ambrosiana, MS R 71 Sup., f.38r).